# Panathinaïkós (football)
Pour les articles homonymes, voir Panathinaïkos.
Maillots
Actualités
Le Podosferikí Anónymi Etería Panathinaïkós Athlitikós Ómilos (en grec moderne : Ποδοσφαιρική Ανώνυμη Εταιρεία Παναθηναϊκός Αθλητικός Όμιλος), plus couramment abrégé en PAE Panathinaïkós AO ou plus simplement en Panathinaïkós (en grec moderne : Παναθηναϊκός) est un club grec de football fondé en 1908 et basé à Athènes, la capitale du pays.
Le club est la section football du club omnisports du même nom : le Panathinaïkos. Il se veut le rassembleur de tous les habitants de la capitale grecque, son nom signifie « panathénien », pan signifiant tout et Athinaikós  athénien.
Le Panathinaïkós FC était à l'origine la section amateur du Panathinaïkós Athlitikós Ómilos (Παναθηναϊκός Αθλητικός Όμιλος, « Club athlétique panathénien »). Ce n'est qu'en 1979 que la section est devenue professionnelle et indépendante,,.

## Histoire du club

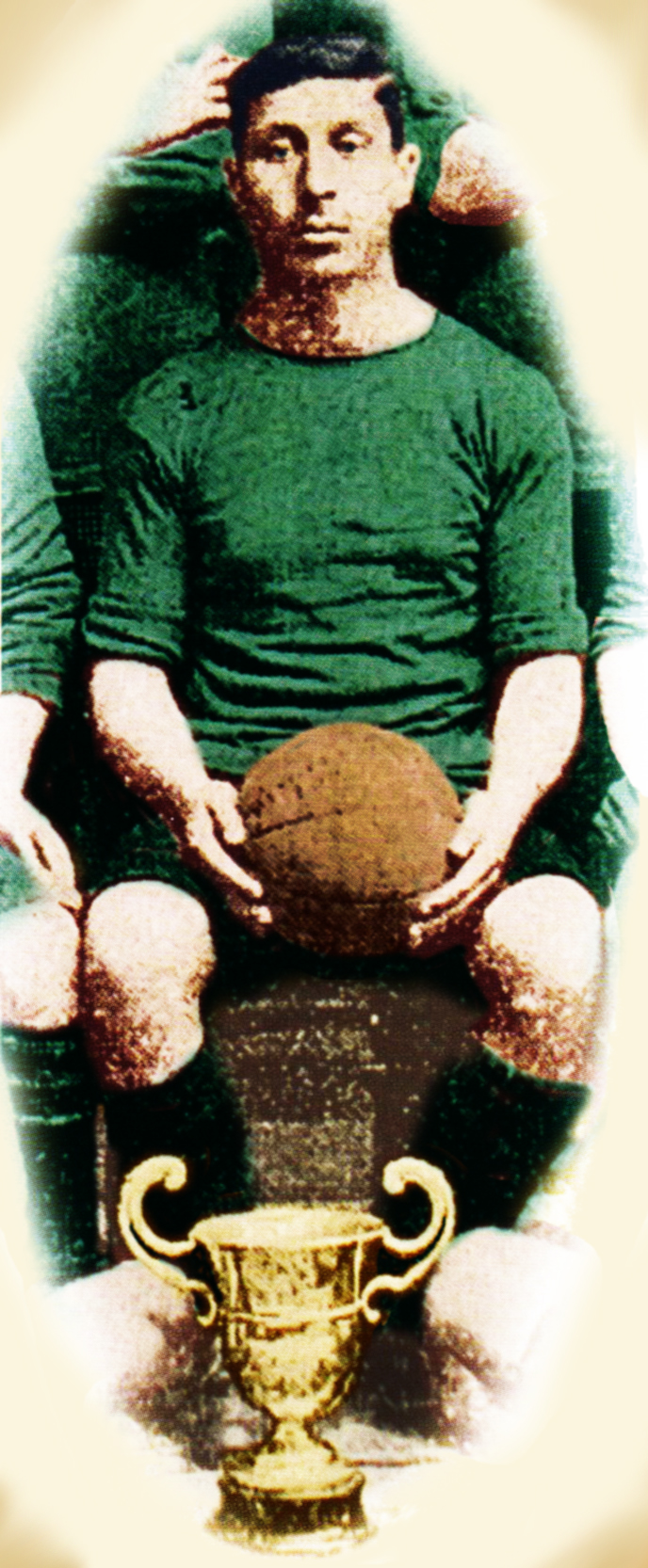
Giorgos Kalafatis

Le club est fondé le 3 février 1908, sous le nom de Podosferikós Ómilos Athinón (grec : Ποδοσφαιρικός Όμιλος Αθηνών, « Football Club d’Athènes »), lorsque Giórgos Kalafátis et d'autres athlètes décident de quitter le Panellinios Athènes, pour créer un club entièrement consacré au football. Cette décision survient après deux années de tentatives infructueuses de la part de Kalafatis de convaincre les dirigeants des clubs athéniens de Panellínios et de l’Ethnikós Gymnastikós Sýllogos de créer une section football. Ces derniers ont toujours refusé, arguant du fait que le football était le sport des « basses classes ». Le premier match non officiel du nouveau club est disputé, et remporté 9-0, lors d'un tournoi à Trikala, en septembre 1908, contre l'équipe de Piraeus (Le Pirée). Cette victoire à Trikala attire les premiers supporteurs du Panathinaïkos.
En 1909, le premier tournoi officiel de football en Grèce, la SEGAS Cup, est organisé par l'association hellénique d'athlétisme amateur (SEGAS en grec), et le Panathinaïkos y prend la troisième place, derrière le FC Goudi, et Piraeikos.
Lors de l'année 1909, à la suite d'un désaccord avec certains dirigeants, George Kalafatis accompagné d'une grande majorité des joueurs, décide d'installer le club place Amerikis, et le rebaptise Panellínios Podosferikós Ómilos (Πανελλήνιος Ποδοσφαιρικός Όμιλος, « Football Club panhellénique »).
En 1912, le Britannique John Campbell, membre de l'Université d'Oxford, est nommé entraîneur. Il devient ainsi le premier entraîneur étranger à diriger une équipe grecque. Jusqu'alors, Kalafatis avait assumé les rôles de joueur et d'entraîneur.
Après la Première Guerre mondiale, le club change de nom, et devient le Panellínios Podosferikós kai Agonistikós Ómilos (Πανελλήνιος Ποδοσφαιρικός και Αγωνιστικός Όμιλος, « Club panhellénique de football et de sports »), car certains de ses athlètes pratiquaient également d'autres sports. En 1919, le club adopte le vert comme couleur officielle, et le trèfle comme emblème. Apparu en même temps que l'équipement vert, le trèfle du Panathinaikos proviendrait de l'athlète canadien Billy Sherring (irlando-canadien), qui fit rêver des milliers d'Athéniens lors du marathon des Jeux olympiques d'Athènes en 1906, un trèfle floqué sur la poitrine.
Avec le développement en association omnisports, les infrastructures de la place Amerikis deviennent rapidement trop exiguës, et le club est forcé de trouver un autre terrain. Après de longues et difficiles tractations, un accord est trouvé, et il fait l'acquisition d'un nouveau terrain, sur l'avenue Alexandras. Le club est rebaptisé Panathinaikós Athlitikós Ómilos (Παναθηναϊκός Αθλητικός Όμιλος, « Club athlétique panathénien »).
En 1926, la Fédération de Grèce de football est fondée ; l'organisation du premier championnat national de football suit rapidement (1927), remplaçant la SEGAS cup. Lors des années d'avant guerre, le club ne remporte qu'un seul titre de champion, en 1930, et sa première coupe de Grèce en 1940 face à Aris Salonique (3-1).
Après la Seconde Guerre mondiale, le « Pana » glane plusieurs titres de champion, en 1949, 1953, 1960, 1961, 1962, 1964 et 1965 et remporte également deux coupes de Grèce (1948 et 1955). Lors de la saison 1963-1964, le Panathinaïkos, avec Stjepan Bobek comme entraîneur, termine la saison sans la moindre défaite. L'équipe première remporte encore deux titres de champions (en 1969 et 1970), ainsi qu'une coupe de Grèce (1969), avant 1971.
Le Panathinaïkos alors entraîné par Ferenc Puskás participe à la Coupe d'Europe des clubs champions en 1970-1971. Il élimine l'AS La Jeunesse d'Esch (2-1 / 5-0), le SK Slovan Bratislava (3-0 / 1-2), Everton Football Club (1-1 / 0-0), et se qualifie pour la finale à l'issue d'un incroyable scénario lors du match retour à Athènes, face au club yougoslave de l'Étoile rouge Belgrade (1-4 / 3-0). Le « Pana » doit s'incliner en finale, le 2 juin 1971, à Wembley, face à l'Ajax Amsterdam de Johan Cruijff (0-2). Cette finale reste à ce jour la seule jamais disputée par un club grec en coupe d'Europe. Lors de ses dernières années amateurs, Panathinaïkos remporte un nouveau titre en 1972, et réalise le doublé coupe-championnat en 1977.
En 1979, le football grec devient professionnel, et la famille Vardinoyannis, propriétaire d'une société de média, acquiert la section football du club. George Vardinoyannis en devient le président. La Coupe de Grèce 1982 est le premier trophée de l'ère professionnelle pour le Panathinaïkos, qui remporte l'épreuve à quatre autres reprises dans les années 1980 (1984, 1986, 1988 et 1989), ainsi que deux titres de champion (1984 et 1986), ainsi que sa première Supercoupe de Grèce en 1988. En 1985, le PAO est éliminé par le Liverpool FC en demi-finale de la Coupe des clubs champions.
La première partie des années 1990 est une période de succès pour le club, tant sur le plan national qu'européen. Il décroche quatre titres nationaux (90, 91, 95 et 96), quatre Coupes de Grèce (91, 93, 94 et 95) et deux Supercoupes (93 et 94). Le Panathinaïkos participe à la Coupe des champions 1991-1992, qui se dispute pour la première fois sous forme de groupes. Le PAO atteint les demi-finales en 1995-1996 et est éliminé par l'Ajax Amsterdam. Après s'être imposés 1-0 sur la pelouse des Néerlandais, les « verts » s'inclinent lourdement lors du match retour (0-3), au Stade Olympique.
En 2000, Yannis Vardinoyannis succède à son oncle George en tant que président et actionnaire majoritaire du club. Les années 2000 sont bien moins fructueuses que la décennie précédente, malgré un doublé coupe-championnat en 2004, et de belles campagnes européennes. Le club est éliminé en quarts de finale de la Ligue des champions 2001-2002 par le FC Barcelone (1-0 / 0-3). La saison suivante, il tombe encore au même stade de la compétition, mais en Coupe UEFA, face au futur vainqueur, le FC Porto (1-0 / 0-2).
En 2008, le « Pana » célèbre son centenaire. Cette année est agitée en coulisses. Les supporters sont de plus en plus convaincus que la structure financière du club qui appartient exclusivement à la famille Vardinoyannis est devenu inadaptée, notamment pour pouvoir rivaliser avec l'Olympiakos qui domine le championnat national et truste ainsi les participations à la lucrative Ligue des champions. Un groupe de fans du Panathinaïkos haut placés dans la société grecque forme le « mouvement unitaire du Panathinaïkos » (Παναθηναικη Ενωτικη Κινηση), coordonné par Andreas Vgenopoulos, Président de la société d'investissement Marfin Investment Group (en), afin de convaincre les propriétaires d'ouvrir le capital du club. Le 22 avril 2008, Yannis Vardinoyannis annonce dans une conférence de presse la décision de sa famille de réduire son contrôle du club à 50 % de ses parts via une augmentation du capital de la société.
Les deux saisons suivantes sont assez réussies avec une qualification pour les huitièmes de finale de la Ligue des champions en 2008-2009, et un doublé coupe-championnat en 2009-2010. Le PAO dépense beaucoup sur le marché des transferts pour attirer des joueurs tels que Djibril Cissé ou l'international grec Kóstas Katsouránis. Mais la saison suivante, le Panathinaïkos ne parvient pas à défendre son titre et se fait éliminer en phase de groupes de la Ligue des champions. À l'été 2011, plusieurs joueurs importants quittent l'équipe sans être remplacés. La famille Vardinoyannis annonce son intention de se retirer définitivement du Panathinaïkos le 5 septembre 2011.
En mars 2012, des affrontements entre la police et les supporteurs du Panathinaïkos éclatent au cours du derby avec l'Olympiakos. Le club est déclaré responsable des incidents par la commission de discipline de la Superleague qui lui inflige un retrait de trois points pour la saison en cours et de deux points pour la suivante ainsi qu'une lourde amende, et impose la tenue à huis clos des quatre prochaines rencontres à domicile. L'ensemble du comité d'administration du Panathinaïkos démissionne après l'annonce de ces sanctions.

## Bilan sportif

### Palmarès
| Compétitions nationales | Compétitions internationales |
| - Championnat de Grèce (20) : - Champion : 1929-30, 1948-49, 1952-53, 1959-60, 1960-61, 1961-62, 1963-64, 1964-65, 1968-69, 1969-70, 1971-72, 1976-77, 1983-84, 1985-86, 1989-90, 1990-91, 1994-95, 1995-96, 2003-04 et 2009-10. - Vice-champion : 1962-63, 1965-66, 1973-74, 1981-82, 1984-85, 1986-87, 1992-93, 1993-94, 1997-98, 1999-00, 2000-01, 2002-03, 2004-05, 2014-15, 2022-23 et 2024-25. - Coupe de Grèce (20) : - Vainqueur : 1939-40, 1947-48, 1954-55, 1966-67, 1968-69, 1976-77, 1981-82, 1983-84, 1985-86, 1987-88, 1988-89, 1990-91, 1992-93, 1993-94, 1994-95, 2003-04, 2009-10, 2013-14, 2021-22 et 2023-24. - Finaliste : 1948-49, 1959-60, 1964-65, 1967-68, 1971-72, 1974-75, 1996-97, 1997-98, 1998-99 et 2006-07. - Supercoupe de Grèce (3) : - Vainqueur: 1988, 1993 et 1994. - Finaliste : 1989 et 1996. | - Ligue des champions : - Finaliste : 1970-71. Compétitions disparues - Coupe des Balkans (de 1960 à 1994) (1) : - Vainqueur : 1978. - Coupe intercontinentale (de 1960 à 2004) : - Finaliste : 1971. |

### Bilan en Coupes d'Europe
Au 1er août 2008.
| Compétition       | Joué | V  | N  | D  | BP  | BC  |
| ----------------- | ---- | -- | -- | -- | --- | --- |
| C1                | 126  | 40 | 37 | 49 | 149 | 169 |
| C2                | 22   | 9  | 3  | 10 | 29  | 36  |
| C3                | 62   | 27 | 12 | 23 | 84  | 73  |
| Supercoupe        | 0    | 0  | 0  | 0  | 0   | 0   |
| CVF               | 0    | 0  | 0  | 0  | 0   | 0   |
| Intercontinentale | 2    | 0  | 1  | 1  | 2   | 3   |
| Total             | 212  | 76 | 53 | 83 | 264 | 281 |

## Personnalités du club

### Présidents du club
Le tableau suivant présente la liste des présidents du club depuis 1908.
| Rang | Nom                     | Période   |
| ---- | ----------------------- | --------- |
| 1    | Alexandros Kalafatis    | 1908      |
| 2    | Marinos Marinakis       | 1908-1909 |
| 3    | Euthymios Chrysis       | 1910      |
| 4    | Georgios Vratsanos      | 1911      |
| 5    | Ioannis Masvoulas       | 1912      |
| 6    | Geórgios Gennimatás     | 1913      |
| 7    | Georgios Tsochas        | 1914-1918 |
| 8    | Christos Merisimitzakis | 1919      |
| 9    | Nikolaos Kyriakidis     | 1920      |
| 10   | Georgios Chatzopoulos   | 1921      |
| 11   | Panos Savvidis          | 1922-1923 |
| 12   | Pantelís Karasevdás     | 1924-1926 |
| 13   | Dimitrios Damaskinos    | 1927      |
| 14   | Pantelís Karasevdás     | 1928-1930 |

| Rang | Nom                     | Période   |
| ---- | ----------------------- | --------- |
| 15   | Nikolaos Ksiros         | 1931-1933 |
| 16   | Georgios Giannoulatos   | 1934      |
| 17   | Georgios Tsochas        | 1935-1936 |
| 18   | Konstantinos Kotzias    | 1937-1939 |
| 19   | Georgios Kozonis        | 1940      |
| 20   | Evangelos Stamatis      | 1941-1944 |
| 21   | Konstantinos Kotzias    | 1945-1951 |
| 22   | Ioannis Moatsos         | 1952-1961 |
| 23   | Loukas Panourgias       | 1962-1966 |
| 24   | Matthaios Koumarianos   | 1967-1968 |
| 25   | Georgios Asimakopoulos  | 1969      |
| 26   | Georgios Merikas        | 1970      |
| 27   | Dimitrios Chamosfakitis | 1971      |
| 28   | Michail Kitsios         | 1971-1972 |

| Rang | Nom                    | Période               |
| ---- | ---------------------- | --------------------- |
| 29   | Spyridon Anestis       | 1973                  |
| 30   | Ioánnis Ikonomópoulos  | 1974                  |
| 31   | Apostolos Nikolaidis   | 1974-1979             |
| 32   | Jack Nikolaidis        | 1979                  |
| 33   | Yiorgos Vardinogiannis | 1979-2000             |
| 34   | Angelos Filippidis     | 2000-2003             |
| 35   | Argiris Mitsou         | 2003-2008             |
| 36   | Nikolaos Pateras       | mai 2008-21 mai 2010  |
| 37   | Níkos Konstantópoulos  | juil. 2010-sept. 2010 |
| 38   | Nikolaos Pateras       | sept. 2010-déc. 2010  |
| 39   | Ioannis Vekris         | déc. 2010-janv. 2011  |
| 40   | Dimitris Gontikas      | août 2011-sept. 2012  |
| 41   | Giannis Alafouzos      | sept. 2012-           |

### Entraîneurs du club
Le tableau suivant présente la liste des entraîneurs du club depuis 1908.
| Rang | Nom                   | Période   |
| ---- | --------------------- | --------- |
| 1    | John Cyril Campbell   | 1908-1914 |
| 2    | Giorgos Kalafatis     | 1918-1924 |
| 3    | Apóstolos Nikolaïdis  | 1924-1928 |
| 4    | Miklos Forner         | 1928-1929 |
| 5    | József Künsztler      | 1929-1939 |
| 6    | Antonis Migiakis      | 1945-1948 |
| 7    | Johann Strnad         | 1948-1949 |
| 8    | Antonis Migiakis      | 1949-1950 |
| 9    | Harry Game            | 1950-1953 |
| 10   | Svetislav Glišović    | 1953-1958 |
| 11   | Antonis Migiakis      | 1959-1960 |
| 12   | Harry Game            | 1960-1963 |
| 13   | Stjepan Bobek         | 1963-1967 |
| 14   | Béla Guttmann         | 1967-1968 |
| 15   | Lakis Petropoulos     | 1968-1970 |
| 16   | Ferenc Puskás         | 1970-1974 |
| 17   | Stjepan Bobek         | 1975      |
| 18   | Aymoré Moreira        | 1976      |
| 19   | Kazimierz Górski      | 1976-1978 |
| 20   | Lakis Petropoulos     | 1979      |
| 21   | Bruno Pesaola         | 1979-1980 |
| 22   | Ronnie Allen          | 1980      |
| 23   | Andreas Papaemmanouil | 1980      |

| Rang | Nom                  | Période              |
| ---- | -------------------- | -------------------- |
| 24   | Helmut Senekowitsch  | 1980-1981            |
| 25   | Lakis Petropoulos    | 1981-1982            |
| 26   | Ștefan Kovács        | 1982-1983            |
| 27   | Konstantinos Tsakos  | 1983                 |
| 28   | Jacek Gmoch          | 1983-1985            |
| 29   | Pietr Packert        | 1985-1986            |
| 30   | Tomislav Ivić        | 1986                 |
| 31   | Vassilis Daniil      | 1986-1988            |
| 32   | Gunder Bengtsson     | 1988-1989            |
| 33   | Hristo Bonev         | 1989-1990            |
| 34   | Vassilis Daniil      | 1990-1992            |
| 35   | Ivica Osim           | juin 1992-mars 1994  |
| 36   | Juan Ramón Rocha     | 1994-1996            |
| 37   | Velimir Zajec        | 1996-1997            |
| 38   | Vassilis Daniil      | 1997-1999            |
| 39   | Juan Ramón Rocha     | 1999                 |
| 40   | Ioánnis Kyrástas     | 1999-2000            |
| 41   | Ángelos Anastasiádis | 2000-2001            |
| 42   | Ioánnis Kyrástas     | 2001                 |
| 43   | Sergio Markarián     | 2001-2002            |
| 44   | Fernando Santos      | juil. 2002-oct. 2002 |
| 45   | Sergio Markarián     | 2002-2003            |
| 46   | Itzhak Shum          | juil. 2003-oct. 2004 |

| Rang | Nom                 | Période                   |
| ---- | ------------------- | ------------------------- |
| 47   | Zdeněk Ščasný       | oct. 2004-févr. 2005      |
| 48   | Alberto Malesani    | févr. 2005-mai 2006       |
| 49   | Hans Backe          | mai 2006-sept. 2006       |
| 50   | Jasminko Velić      | 2006                      |
| 51   | Víctor Muñoz        | oct. 2006-mai 2007        |
| 52   | José Peseiro        | juin 2007-mai 2008        |
| 53   | Henk ten Cate       | juin 2008-déc. 2009       |
| 54   | Níkos Nióplias      | déc. 2009-nov. 2010       |
| 55   | Jesualdo Ferreira   | nov. 2010-nov. 2012       |
| 56   | Juan Ramón Rocha    | nov. 2012-janv. 2013      |
| 57   | Fabriciano González | janv. 2013-mars 2013      |
| 58   | Giannis Vonortas    | mars 2013-mai 2013        |
| 59   | Yánnis Anastasíou   | mai 2013-nov. 2015        |
| 60   | Andrea Stramaccioni | nov. 2015-déc. 2016       |
| 61   | Marínos Ouzounídis  | déc. 2016-2018            |
| 62   | Giorgos Donis       | 2018-2020                 |
| 63   | Daniel Poyatos      | 2020                      |
| 64   | László Bölöni       | 2020-2021                 |
| 65   | Ivan Jovanovic      | 2021-déc. 2023            |
| 66   | Fatih Terim         | déc. 2023-mai 2024        |
| 67   | Chrístos Kóntis     | mai 2024-juin 2024        |
| 68   | Diego Alonso        | juin 2024-29 octobre 2024 |

### Effectif professionnel actuel
Le premier tableau liste l'effectif professionnel du Panathinaïkós pour la saison 2025-2026. Le second recense les prêts effectués par le club lors de cette même saison.
En grisé, les sélections de joueurs internationaux chez les jeunes mais n'ayant jamais été appelés aux échelons supérieurs une fois l'âge-limite dépassé ou les joueurs ayant pris leur retraite internationale.

### Joueurs emblématiques
| - Antónis Antoniádis - Strátos Apostolákis - Ángelos Basinás - Lázaros Christodoulópoulos - Georgios Delikaris - Mímis Domázos - Tákis Fýssas - Máik Galákos - Fánis Gekas - Yánnis Goúmas - Tákis Ikonomópoulos - Ioannis Kalitzakis - Stéfanos Kapíno - Ánthimos Kapsís - Yórgos Karagoúnis - Níkos Karélis - Oréstis Karnézis - Kóstas Katsouránis - Athanasios Kolitsidakis - Vasílis Konstantínou - Ioánnis Kyrástas - Sotírios Kyrgiákos - Spýros Livathinós - Takis Loukanidis - Níkos Lyberópoulos - Spiros Marangos - Cháris Mavrías - Antonis Minou - Antónios Nikopolídis - Sotíris Nínis - Níkos Nióplias - Nikos Panoussakis | - Dimítrios Papadópoulos - Dimítris Salpingídis - Dimítrios Saravákos - Yoúrkas Seïtarídis - Níkos Spyrópoulos - Chrístos Terzanídis - Aléxandros Tziólis - Aléxandros Tzórvas - Loukás Výntra - Yórgos Yeoryádis - Zeca - Bledar Kola - Mehdi Abeid - Juan José Borrelli - Fernando Galetto - Ezequiel González - Sebastián Leto - Juan Ramón Rocha - Juan Ramón Verón - Chris Kalantzis - Andreas Ivanschitz - Araquem de Melo - Cleyton - Flávio Conceição - Gabriel - Gilberto Silva - Júlio César - Pierre Ebede - Joël Epalle - Aljoša Asanović - Igor Bišćan - Mario Galinović | - Robert Jarni - Mladen Petrić - Danijel Pranjić - Gordon Schildenfeld - Goran Vlaović - Michális Konstantínou - René Henriksen - Jan Michaelsen - Josu Sarriegi - Toché - Jean-Alain Boumsong - Djibril Cissé - Sidney Govou - Markus Münch - Karlheinz Pflipsen - Helgi Sigurðsson - Cédric Kanté - Simão - David Mendes da Silva - Erik Mykland - Frank Strandli - Emmanuel Olisadebe - Józef Wandzik - Krzysztof Warzycha - Hélder Postiga - Paulo Sousa - Lucian Sânmărtean - Nasief Morris - Mikael Nilsson - Borivoje Đorđević - Velimir Zajec |

#### Records individuels
| Joueur               | Matchs |
| Antónios Nikopolídis | 533    |
| Dimitrios Domazos    | 504    |
| Krzysztof Warzycha   | 390    |
| Kostas Antoniou      | 321    |
| Ánthimos Kapsís      | 319    |
| Tákis Ikonomópoulos  | 310    |
| Joueur               | Buts   |
| Krzysztof Warzycha   | 273    |
| Antónis Antoniádis   | 180    |
| Dimitrios Domazos    | 134    |
| Dimitris Saravakos   | 128    |
| Kóstas Eleftherákis  | 85     |

## Infrastructures et aspects économiques

### Stade
| Nom du stade               | Capacité                                        | Années                                                      |
| -------------------------- | ----------------------------------------------- | ----------------------------------------------------------- |
| Stade Apóstolos-Nikolaïdis | Initiale: 25 000 (16 003 après travaux en 2001) | 1923-1984 1988-1989 2000-2005 2007-2008 2013-2018 2020-2024 |
| Stade olympique d'Athènes  | 69 618                                          | 1984-1988 1989-2000 2005-2007 2008-2013 2018-2020 2024-     |
| Marfin Green Arena         | 42 000 (jusqu'à plus 50 000 avec aménagements)  | En cours de construction Livraison prévue en 2026           |

Lors de la saison 2007-2008, le Panathinaïkos est revenu disputer ses matches dans son stade Apóstolos-Nikolaïdis, mais il retourne au Stade Olympique à partir de la saison 2008-2009. Un nouveau stade d'une capacité annoncée de 42 000 places, situé dans le quartier de Votanikos, est prévu à l'horizon 2014.

### Sponsors et équipementier
- Équipementier 2016/17 : Puma
- Sponsor maillot : Pame Stoixima (Entreprise publique de jeux et paris)